# Caj Södergård
Caj Södergård, född 1954 i Larsmo,  är forskningsprofessor i Digitala tjänster på Teknologiska forskningscentralen VTT, Finland. Han disputerade till teknologie doktor 1994 vid Tekniska högskolan i Helsingfors. Han har arbetat som planerare av automatisk bildanalys vid Decon Oy och som forskare, specialforskare, teknologichef och professor på VTT. 
Södergård har i sin forskning koncentrerat sig på behandling av stora datamängder (bild, video, textmassor)  och deras tillämpningar inom olika områden, såsom medieteknologi, inlärning, näring och hälsa, miljö och nyligen bioekonomi. Han var medlem i EU:s European High Level Expert Group runt Open Science Cloud (EOSC) 2015-17. Han är medlem i styrelsen för Big Data Value Association sedan 2015 och var ordförande för European Big Data Value Forum 2019.

## Utmärkelser
- Riddartecknet av I klass av Finlands Lejons orden, 2010
- Hederstecken i silver, Svenska tekniska vetenskapsakademien i Finland (STV), 2011